# Kölner Stange

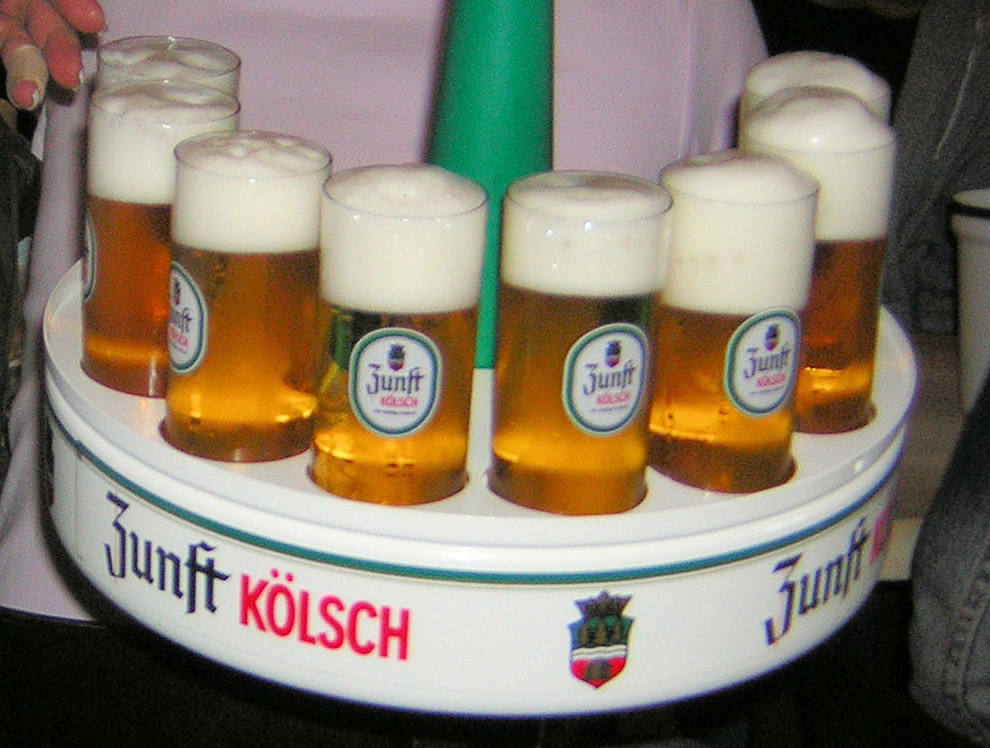
Kölner Stangen im Kranz

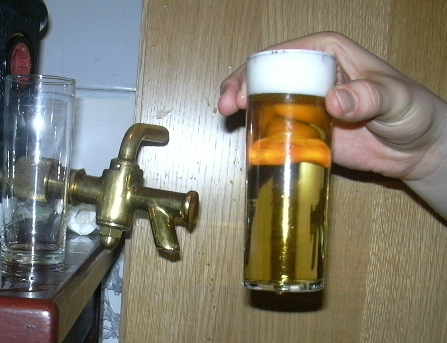
Kölschstange

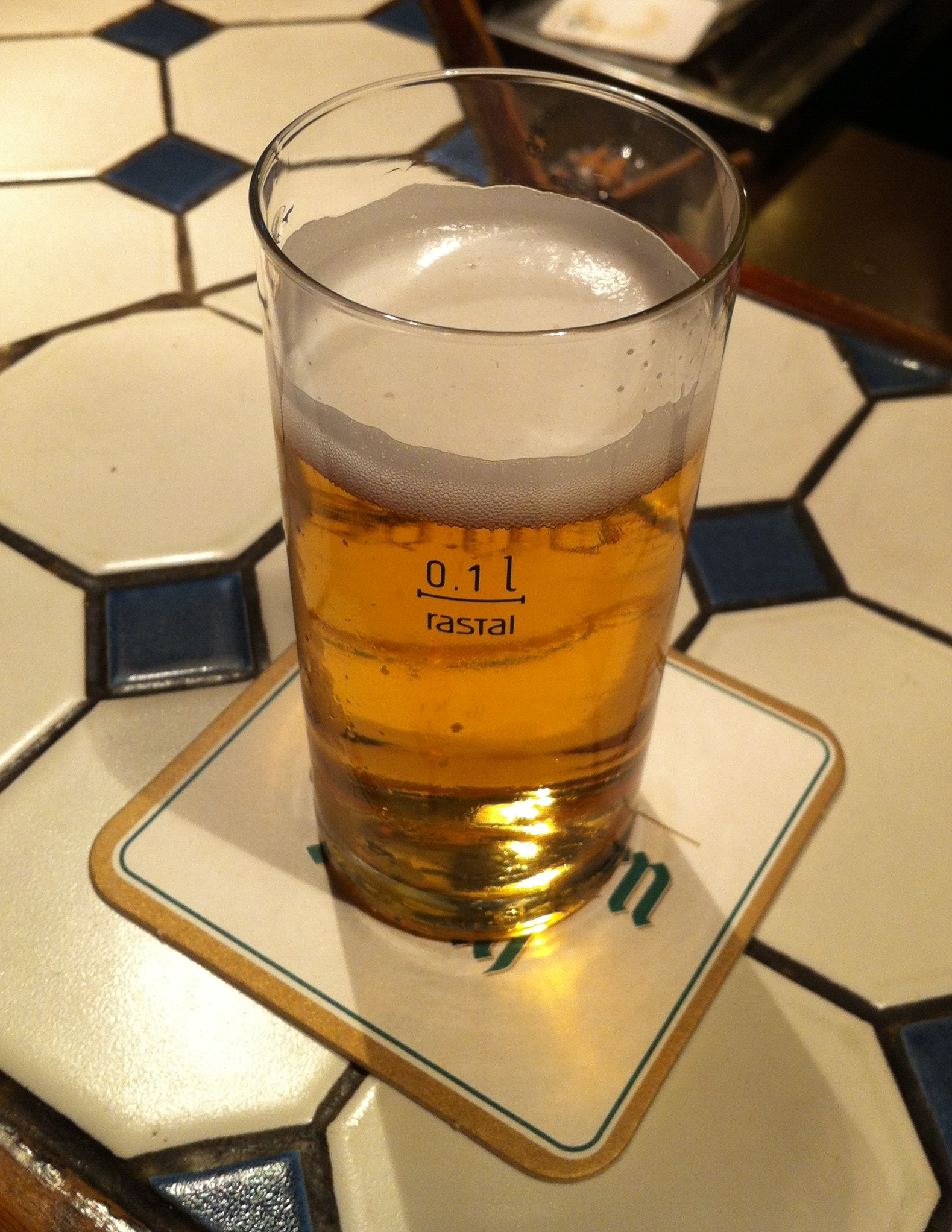
Ein Stößchen Kölsch

Die Kölner Stange oder Kölschstange ist ein zylindrisches Bierglas. Es hat eine hohe (ca. 150 mm) und schlanke (ca. 50 mm Durchmesser) Form und ist das klassische Glas für den Ausschank von Kölsch. Grundsätzlich hat die Kölner Stange ein Fassungsvermögen von 0,2 l. Die Form und das geringe Fassungsvermögen dieser Glasform begründen sich in der Tatsache, dass der Bierschaum des Kölsch nicht sehr stabil ist und dieses von Haus aus einen relativ geringen CO2-Gehalt hat. In großen, breiteren Gläsern würde Kölsch schnell schal. Der geringe Durchmesser und damit verbundene geringere Luftkontakt verringert den Verlust von CO2. Dies hält das Bier etwas länger frisch.
Aus der Kölner Stange wird traditionell Kölsch bzw. obergäriges Bier nach Kölner Brauart getrunken. Die Kölsch-Brauer verpflichten sich in der Kölsch-Konvention, sich nach „besten Kräften dafür einzusetzen“, dass Kölsch nur in der Kölner Stange zum Ausschank kommt. Der Köbes serviert die Kölschstangen in einer speziellen Vorrichtung, dem Kranz.
Die geringe Größe der Kölner Stange vereinfacht die gerade im Rheinland häufig anzutreffende Praxis des „Runden Gebens“, bei der die Anwesenden reihum jeweils auf ihre Kosten Bier für die gesamte Gruppe bestellen. Auch in größeren Gruppen kann so jeder einmal eine Runde ausgeben.
Eine besondere Variante der Kölner Stange ist das sogenannte Stößchen. Das Stößchen ist kürzer als die klassische Kölner Stange und fasst etwas mehr als ein halbes normales Kölschglas. Aus Eichgesetz-Gründen ist die Markierung 0,1 l angegeben. Das Stößchen hat den gleichen Preis wie ein Normalglas. Man bestellt es, wenn man in einer Runde weniger trinken oder dem Wirt was Gutes tun will. Auch der Wirt, wenn er an einer Runde beteiligt ist, trinkt nur ein Stößchen.
Es existieren auch Varianten mit größerem Volumen von 0,3 l oder 0,4 l in ähnlichen Proportionen. Diese findet man häufig in Biergärten und bei stark besuchten Veranstaltungen, wenn der Bedienungsaufwand oder die Wartezeit für 0,2-l-Gläser unangemessen hoch wäre. Größere Gläser können aber den Geschmack beeinträchtigen, da sie meist länger bis zum Leertrinken stehen und das Bier leicht schal wird.
Die besondere Form der Kölner Stange initiierte auch eine außergewöhnliche Form der Werbung: Zeitweise wurden die gelb lackierten Haltestangen in Straßenbahnen mit aufgeklebten Schaumkronen zu Kölschgläsern dekoriert.
Um den Feiernden – etwa beim Schunkeln im Kölner Karneval – zu ermöglichen, die Kölner Stange um den Hals zu tragen und somit die Hände frei zu haben, wurde der sogenannte Kölschglashalter erfunden. Dabei handelt es sich traditionell um ein handpoliertes Messingrohr, in das man das Glas stellen kann, und einer Kette oder einem Band, an dem man es um den Hals trägt. Dekoriert ist das Rohr manchmal mit Kölner Stadtwappen oder anderen mit der Stadt Köln verbundenen Emblemen. Es sind auch gehäkelte Varianten im Umlauf.